# Callopistria clava
Callopistria clava är en fjärilsart som beskrevs av John Henry Leech 1900. Callopistria clava ingår i släktet Callopistria och familjen nattflyn. Inga underarter finns listade i Catalogue of Life.